# Blek el gigante (película)
Blek el gigante es una película italiana de 1987 dirigida por Giuseppe Piccioni. Rodada en la localidad de Ascoli Piceno, contó con la participación de los actores Roberto De Francesco, Sergio Rubini, Federica Mastroianni y Francesca Neri.

## Sinopsis
La película relata la historia de la juventud en Ascoli y en general de los pequeños pueblos provinciales desde finales de los años 1960 hasta la década de 1970. Estos jóvenes se rebelan ante esquemas culturales demasiado rígidos y contra el modelo social establecido, con el deseo de crear un futuro diferente al de sus padres. El protagonista recuerda los tiempos de la infancia y la pasión por los cómics, especialmente por el héroe llamado Blek el gigante.

## Reparto
- Roberto De Francesco: Yuri
- Sergio Rubini: Razzo
- Riccardo De Torrebruna: Marco
- Francesca Neri: Laura
- Federica Mastroianni: Claudia
- Dario Parisini: Antonio